# Оз Перкінс
Осгуд Роберт «Оз» Перкінс II (нар. 2 лютого 1974 , Нью-Йорк, Нью-Йорк ) — американський актор, сценарист і режисер.

## Ранні роки
Перкінс народився на Манхеттені, Нью-Йорк, старший син актора Ентоні Перкінс (1932—1992) і фотографа та актриси Беррі Беренсон (1948—2001). Він є братом музиканта Елвіса Перкінса, онуком сценічного актора Оскуда Перкінса (1892—1937), племінником актриси Маріси Беренсон і правнуком дизайнерки моди Ельзи Скіапареллі (1890—1973), яка була праправнучкою Джованні Скіапареллі, італійського астронома. Його дідусь по материнській лінії був литовським євреєм, і оригінальне прізвище його родини було «Валвроєнський».

## Кар'єра
Перкінс вперше знявся у фільмі Психо 2 (1983), де він коротко з'явився в ролі дванадцятирічної версії персонажа Норман Бейтс, якого зіграв його батько. Відтоді він знявся у фільмах Шість ступенів відчуження (1993), Блондинка в законі (2001) в ролі «Незграбного Девіда», Недитяче кіно (також 2001) і Секретарка (2002), а також в епізодах Елліас та інших телевізійних шоу. Він також має коротку роль у фільмі Зоряний шлях (2009) як курсант Академії Зоряного флоту. У відзначеному нагородами незалежному фільмі La Cucina (2007) він грає Кріса разом з Лейшею Хейлі.
Як кінематографіст, Перкінс найбільше відомий своєю роботою у фільмах жахів. Він написав і зняв такі фільми, як Дочка чорного пальто (2015), I Am the Pretty Thing That Lives in the House (2016) і Довгоніг (2024), а також зрежисував темну фентезі-горор адаптацію Гретель і Гензель (2020). Він також з'явився як один із багатьох коментаторів у другому епізоді документального мінісеріалу Shudder Queer for Fear: The History of Queer Horror (2022), де він переважно обговорює наслідки ролі його батька як Нормана Бейтса у Психо та його продовженнях.

## Особисте життя
Він був одружений на Сідні з 1999 року до липня 2016 року. У них двоє дітей: Джеймс (нар. 2004) і Беатрікс (нар. 2008).

## Фільмографія
| Рік  | Назва                                         | Режисер | Сценарист | Примітки |
| ---- | --------------------------------------------- | ------- | --------- | -------- |
| 2010 | Removal                                       | Ні      | Так       |          |
| 2013 | Cold Comes the Night                          | Ні      | Так       |          |
| 2015 | The Blackcoat's Daughter                      | Так     | Так       |          |
| 2015 | Дівчина на фотографіях                        | Ні      | Так       |          |
| 2016 | I Am the Pretty Thing That Lives in the House | Так     | Так       |          |
| 2020 | Гретель і Гензель                             | Так     | Ні        |          |
| 2024 | Довгоніг                                      | Так     | Так       |          |
| 2025 | Мавпа                                         | Так     | Так       | [ 5 ]    |

### Акторські ролі
Фільми
| Рік  | Назва                     | Роль                              | Примітки                    |
| ---- | ------------------------- | --------------------------------- | --------------------------- |
| 1983 | Психо 2                   | Молодий Норман Бейтс              | Вказаний як «Осгуд Перкінс» |
| 1993 | Шість ступенів відчуження | Вуді                              | Вказаний як «Осгуд Перкінс» |
| 1994 | Вовк                      | Поліцейський                      | Вказаний як «Осгуд Перкінс» |
| 2001 | Блондинка в законі        | Девід Кідні                       |                             |
| 2001 | Недитяче кіно             | Безтурботний хлопець              |                             |
| 2002 | Секретарка                | Джонатан                          |                             |
| 2003 | Quigley (film)            | Ангел-охоронець Свіни             |                             |
| 2004 | Dead & Breakfast          | Джонні                            |                             |
| 2005 | Erosion                   | Стів                              |                             |
| 2006 | Проект Юта                | Детектив Чарлі ДеСантіс           |                             |
| 2007 | La Cucina                 | Кріс                              |                             |
| 2009 | Зоряний шлях              | Офіцер з комунікацій «Ентерпрайз» |                             |
| 2010 | Removal                   | Генрі Шарп                        |                             |
| 2014 | Electric Slide            | Енді Сегал                        |                             |
| 2017 | 78/52: Сцена душу Хічкока | Сам                               | Документальний              |
| 2022 | Nope                      | Фінн Бахман                       |                             |
| 2025 | Мавпа                     | Чіп                               |                             |

Телебачення
| Рік  | Назва          | Роль                | Примітки                                                   |
| ---- | -------------- | ------------------- | ---------------------------------------------------------- |
| 2002 | She Spies      | Карг                | Епізод «The Martini Shot»                                  |
| 2005 | Шпигунка       | Окуляри з пляшок    | Епізоди «Mirage» і «A Clean Conscience»                    |
| 2006 | Close to Home  | Чарлі Форсберг      | Епізод «Dead or Alive»                                     |
| 2008 | October Road   | Доктор Джошуа Стоун | Епізод «The Fine Art of Surfacing»                         |
| 2020 | Сутінкова зона | Канаміт #2          | Епізод «You Might Also Like» (вказаний як «Оскуд Перкінс») |
| 2022 | Queer for Fear | Сам                 | Докусеріал                                                 |

## Постійні співпрацівники
| РоботаАктор     | 2015                 | 2016                                          | 2020              | 2024     | 2025  | В очікуванні |
| РоботаАктор     | Дочка чорного пальто | I Am the Pretty Thing That Lives in the House | Гретель і Гензель | Довгоніг | Мавпа | Keeper       |
| --------------- | -------------------- | --------------------------------------------- | ----------------- | -------- | ----- | ------------ |
| Люсі Бойнтон    |                      |                                               |                   |          |       |              |
| Беатріс Перкінс |                      |                                               |                   |          |       |              |
| Ерін Бойс       |                      |                                               |                   |          |       |              |
| Тетяна Маслані  |                      |                                               |                   |          |       |              |
| Кірнан Шипка    |                      |                                               |                   |          |       |              |